# Półkole podkoszowe
Ten artykuł opisuje zagadnienie koszykarskie zgodne z normami FIBA.
Zasady w ligach NBA, NCAA lub innych mogą różnić się od tutaj przedstawionych.
Półkole podkoszowe – jedna z linii na boisku. Znajduje się w obszarze ograniczonym na boisku do koszykówki. Ma średnicę 1,25 metra. W obszarze wyznaczonym przez półkole dozwolone jest szarżowanie, pod warunkiem, że atakujący próbuje oddać rzut lub podać, a obrońca obiema stopami stoi wewnątrz półkola podkoszowego.
Jeżeli obrońca znajduje się w wyskoku, uznaje się jego pozycję jako ostatnie miejsce, w którym miał kontakt z boiskiem. Jeżeli zatem przed wyskoczeniem był wewnątrz półkola podkoszowego, uznaje się, iż także będąc w wyskoku, znajduje się wewnątrz półkola.
Od 1 października 2014 zmieniły się przepisy FIBA w kwestii położenia obrońcy wewnątrz obszaru półkola podkoszowego, co ilustruje poniższa ilustracja:

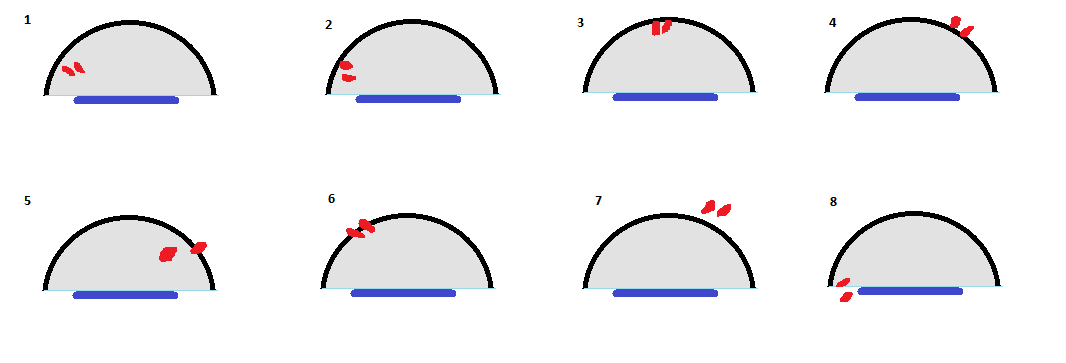
Widok z góry na boisko. Na czarno zaznaczono linię półkola podkoszowego. Na niebiesko zaznaczono tablicę kosza. Kolorem szarym zaznaczono obszar półkola podkoszowego. Na czerwono zaznaczono położenie stóp zawodnika obrony.
Ocena według przepisów FIBA 2010-2014:
a.) na rysunku 1 zawodnik znajduje się wewnątrz obszaru półkola podkoszowego, gdyż jego obie stopy znajdują się przed zrzutem tablicy kosza, a za linią półkola podkoszowego (obie w całości wewnątrz obszaru półkola podkoszowego)
b.) na rysunku 2 zawodnik znajduje się na zewnątrz obszaru półkola podkoszowego, gdyż jego prawa stopa dotyka linii półkola podkoszowego, która nie należy do półkola podkoszowego
c.) na rysunku 3 zawodnik znajduje się na zewnątrz obszaru półkola podkoszowego, gdyż jego obie stopy dotykają linii półkola podkoszowego, która nie należy do półkola podkoszowego
d.) na rysunku 4 zawodnik znajduje się na zewnątrz obszaru półkola podkoszowego, gdyż jego obie stopy znajdują się poza półkolem podkoszowym
e.) na rysunku 5 zawodnik znajduje się na zewnątrz obszaru półkola podkoszowego, gdyż jego prawa stopa wystaje poza linię półkola podkoszowego
f.) na rysunku 6 zawodnik znajduje się na zewnątrz obszaru półkola podkoszowego, gdyż jego obie stopy stoją na linii półkola podkoszowego
g.) na rysunku 7 zawodnik znajduje się na zewnątrz obszaru półkola podkoszowego, gdyż w żaden sposób jego stopy nie stykają się z obszarem półkola podkoszowego
h.) na rysunku 8 zawodnik znajduje się na zewnątrz obszaru półkola podkoszowego, gdyż jego lewa stopa znajduje się poniżej wyimaginowanej linii będącej przedłużeniem rzutu tablicy kosza na boisko.
Ocena według przepisów FIBA 2014:
a.) na rysunku 1 zawodnik znajduje się wewnątrz obszaru półkola podkoszowego, gdyż jego obie stopy znajdują się przed zrzutem tablicy kosza, a za linią półkola podkoszowego (obie w całości wewnątrz obszaru półkola podkoszowego)
b.) na rysunku 2 zawodnik znajduje się wewnątrz obszaru półkola podkoszowego, gdyż jego prawa stopa i część lewej stopy dotyka znajduje się wewnątrz obszaru półkola podkoszowego
c.) na rysunku 3 zawodnik znajduje się wewnątrz obszaru półkola podkoszowego, gdyż jego obie stopy częściowo znajdują się wewnątrz obszaru półkola podkoszowego, mimo że dotykają linii półkola podkoszowego, która nie należy do półkola podkoszowego
d.) na rysunku 4 zawodnik znajduje się wewnątrz obszaru półkola podkoszowego, gdyż jego stopa częściowo znajduje się w obszarze półkola podkoszowego
e.) na rysunku 5 zawodnik znajduje się wewnątrz obszaru półkola podkoszowego, gdyż jego lewa stopa i część prawej stopy znajduje się wewnątrz obszaru półkola podkoszowego
f.) na rysunku 6 zawodnik znajduje się wewnątrz obszaru półkola podkoszowego, gdyż jego obie stopy jego obie stopy częściowo znajdują się wewnątrz obszaru półkola podkoszowego, mimo że wystają jednocześnie także poza ten obszar
g.) na rysunku 7 zawodnik znajduje się na zewnątrz obszaru półkola podkoszowego, gdyż w żaden sposób jego stopy nie stykają się przynajmniej częściowo z obszarem półkola podkoszowego
h.) na rysunku 8 zawodnik znajduje się wewnątrz obszaru półkola podkoszowego, gdyż jego prawa stopa znajduje się wewnątrz obszaru półkola podkoszowego.